# زیرده (خمام)
زیرده، روستایی از توابع بخش مرکزی شهرستان خمام در استان گیلان ایران است.

## جمعیت
این روستا در دهستان چاپارخانه قرار دارد و براساس سرشماری مرکز آمار ایران در سال ۱۳۸۵، جمعیت آن ۴۱۴ نفر (۱۲۱خانوار) بوده‌است.